# Maurice Germot
Maurice Germot (Vichy, 15 de Novembro de 1882 - Vichy, 6 de Agosto de 1958) foi um tenista francês.
Ganhador de três torneios de Roland Garros: 1905, 1906, e  1910.